# 似菱形刺蓋魚
似菱形刺蓋魚，為輻鰭魚綱鱸形目鱸亞目蓋刺魚科的一個種。

## 分布
本魚分布於西印度洋區，包括莫三比克與南非海域。

## 特徵
本魚體高且側扁，口小。前鰓蓋骨具一硬棘。幼魚為深藍色，遍布白色半圓細紋，成魚則逐漸轉變成褐色，體後半部及頭部略呈灰褐色，密部許多深色小細點。側線明顯，各鰭皆為深褐色，背鰭硬棘11-13枚，背鰭軟條22-25枚；臀鰭硬棘3枚，背鰭軟條21-23枚。體長可達46公分。

## 生態
本魚幼魚期棲息於淺水礁區，成魚則以小群出現珊瑚礁或岩礁區，屬雜食性，以海綿、藻類、苔蘚蟲、珊瑚蟲等為食。

## 經濟利用
可做為觀賞魚。